# Meiocampa wilsoni
Meiocampa wilsoni är en urinsektsart som först beskrevs av Filippo Silvestri 1912.  Meiocampa wilsoni ingår i släktet Meiocampa och familjen Campodeidae. Inga underarter finns listade i Catalogue of Life.